# Chasmanthium
Chasmanthium là một chi thực vật có hoa trong họ Hòa thảo (Poaceae).

## Loài
Chi Chasmanthium gồm các loài: